# کودک (کتاب)
کودک نام یک کتاب ادبی است که توسط آلبرتو موراویا، نویسندهٔ اهل ایتالیا نوشته شده‌است.